# رئیس کنگره قاره‌ای
رئیس کنگره قاره‌ای (President of the Continental Congress)، اشاره به دوره‌ای از تاریخ آمریکا دارد که شورش مستعمره نشینان آمریکایی در مستعمرات سیزده‌گانه علیه نیروهای بریتانیایی، نمایندگان مستعمرات در سال ۱۷۷۴ در فیلادلفیا گرد آمدند و مجمع کنگره قاره‌ای آمریکا را به وجود آوردند، تا شکایت مردم آمریکا را به حکومت بریتانیا منعکس کنند.
رئیس کنگره قاره، که بعداً به عنوان رئیس کنگره کنفدراسیون شناخته شد، رئیس هیئت رئیسه کنگره قاره بود، مجمع نمایندگان که به عنوان اولین دولت ملی (انتقالی) ایالات متحده در طول انقلاب آمریکا ظهور کرد. رئیس‌جمهور یکی از اعضای کنگره بود که توسط نمایندگان دیگر انتخاب شده بود تا به عنوان ناظر بحث بی‌طرف در جلسات کنگره فعالیت کند. این دفتر که عمدتاً تشریفاتی و بدون تأثیر زیاد طراحی شده بود، ارتباطی با دفتر بعدی رئیس‌جمهور ایالات متحده نداشت. با تصویب مواد کنفدراسیون (اولین قانون اساسی کشور جدید) در مارس ۱۷۸۱، کنگره قاره ای به کنگره کنفدراسیون تبدیل شد. عضویت دومین کنگره قاره ای، بدون دفتر رئیس‌جمهور، بدون وقفه به اولین کنگره کنفدراسیون منتقل شد.
چهارده نفر بین سپتامبر ۱۷۷۴ و نوامبر ۱۷۸۸ به عنوان رئیس کنگره خدمت کردند. آنها از ۹ ایالت اصلی ۱۳ ایالت بودند: ویرجینیا (۳)، ماساچوست (۲)، پنسیلوانیا (۲)، کارولینای جنوبی (۲)، کانتیکت (۱)، دلاور (۱)، مریلند (۱)، نیوجرسی (۱) و نیویورک (۱). میانگین سن در زمان انتخابات ۴۷ سال بود.

## وظایف
رئیس کنگره، با توجه به طراحی، منصبی با اختیارات اندک بود. کنگره قاره، از ترس تمرکز قدرت سیاسی در یک فرد، مسئولیت کمتری نسبت به سخنرانان در مجلس عوام مجامع استعماری به رئیس رئیس آنها داد. برخلاف برخی از سخنرانان استعمار، رئیس‌جمهور کنگره نمی‌توانست به عنوان مثال دستور کار قانونگذاری را تعیین کند یا کمیته‌هایی را تعیین کند. رئیس‌جمهور نمی‌توانست به‌طور خصوصی با رهبران خارجی دیدار کند. چنین جلساتی با کمیته‌ها یا کل کنگره برگزار می‌شد.
ریاست جمهوری عمدتاً یک تشریفات بود. حقوقی وجود نداشت. نقش اصلی دفتر ریاست بر جلسات کنگره بود، که به عنوان مجری بی طرفانه در طول مباحث انجام می‌شد. هنگامی که کنگره خود را به عنوان یک کمیته کل برای بحث در مورد مسائل مهم تعیین می‌کرد، رئیس‌جمهور صندلی خود را به رئیس کمیته کل تحویل می‌داد. حتی در این صورت، این واقعیت که رئیس‌جمهور توماس مک کین در همان زمان به عنوان رئیس دادگستری پنسیلوانیا خدمت می‌کرد ، انتقاداتی را نسبت به قدرت بیش از حد وی ایجاد کرد. به گفته جنینگز سندرز، مورخ ، منتقدان مک کین از ناتوانی دفتر رئیس‌جمهور کنگره بی اطلاع بودند.
رئیس‌جمهور همچنین مسئولیت رسیدگی به مقادیر زیادی مکاتبات رسمی را بر عهده داشت، اما او نمی‌توانست به هیچ نامه ای پاسخ دهد بدون اینکه کنگره به وی دستور دهد. روسای جمهور نیز اسناد رسمی کنگره را امضا می‌کردند، اما نمی‌نوشتند. این محدودیت‌ها می‌تواند ناامیدکننده باشد، زیرا یک نماینده اساساً هنگام انتخاب به عنوان رئیس‌جمهور از نفوذ کاسته می‌شود.
ریچارد بی موریس، مورخ، استدلال کرد که، علی‌رغم نقش تشریفاتی، برخی از روسای جمهور قادر به اعمال نفوذ بودند:
فاقد مجوز خاص یا رهنمودهای مشخص، روسای جمهور کنگره می‌توانند با صلاحدید برخی از رویدادها را تحت تأثیر قرار دهند، دستور کار کنگره را تنظیم کنند و کنگره را وادار به حرکت در مسیری کنند که خود مناسب می‌دانند. این امر به خود متصدیان وظیفه و آمادگی آنها برای بهره‌گیری از فرصتهای خاص دفترشان بستگی داشت.